# Яслікув
Яслікув (пол. Jaślików) — село в Польщі, у гміні Красностав Красноставського повіту Люблінського воєводства.
Населення — 450 осіб (2011).
У 1975-1998 роках село належало до Холмського воєводства.

## Демографія
Демографічна структура станом на 31 березня 2011 року:
|          | Загалом | Допрацездатний вік | Працездатний вік | Постпрацездатний вік |
| -------- | ------- | ------------------ | ---------------- | -------------------- |
| Чоловіки | 234     | 54                 | 152              | 28                   |
| Жінки    | 216     | 26                 | 134              | 56                   |
| Разом    | 450     | 80                 | 286              | 84                   |